# Martin Berberian
Martin Berberian –en armenio, Մարտին Բերբերյան– (Ereván, 22 de mayo de 1980) es un deportista armenio que compitió en lucha libre. Ganó una medalla de bronce en el Campeonato Mundial de Lucha de 2005 y una medalla de oro en el Campeonato Europeo de Lucha de 2004.
Participó en tres Juegos Olímpicos de Verano, ocupando el sexto lugar en Sídney 2000, el 11.º lugar en Atenas 2004 y el 17.º en Pekín 2008.

## Palmarés internacional
| Campeonato Mundial | Campeonato Mundial | Campeonato Mundial | Campeonato Mundial |
| Año                | Lugar              | Medalla            | Categoría          |
| ------------------ | ------------------ | ------------------ | ------------------ |
| 2005               | Budapest (Hungría) | Medalla de bronce  | 60 kg              |
| Campeonato Europeo |                    |                    |                    |
| Año                | Lugar              | Medalla            | Categoría          |
| 2004               | Ankara (Turquía)   | Medalla de oro     | 55 kg              |